# Pic Saint-Loup
Pour le vignoble, voir Pic-saint-loup (AOC). Pour les autres homonymes, voir Saint-Loup.
Le pic Saint-Loup est une montagne de la région administrative Occitanie située à la limite des communes de Valflaunès et Cazevieille, dans le département de l'Hérault.
Situé à environ 20 km au nord de Montpellier, le pic est visible d'une grande partie du département de l'Hérault, du littoral ainsi que du Gard, d'où son profil évoque une pointe s'élançant vers le ciel. C'est l'un des plus emblématiques sites naturels et de randonnée de la région des Garrigues, avant-poste des Cévennes. Elle forme, avec la montagne de l'Hortus, qui lui fait face au nord, un site naturel protégé, et héberge notamment un certain nombre de rapaces.

## Toponymie
Le nom de la montagne est puòg de Sant Lop en occitan.

## Géographie

### Topographie

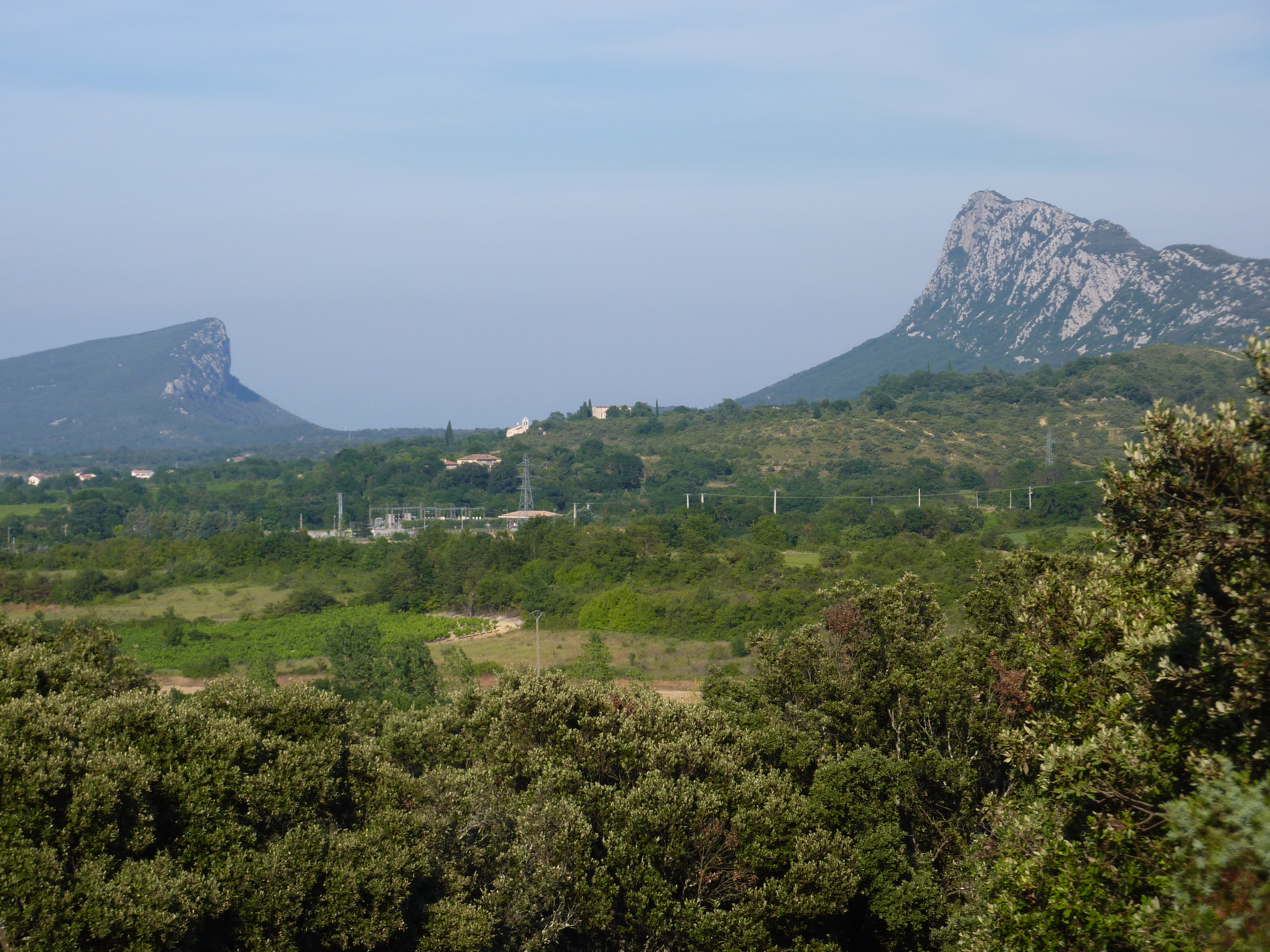
Le pic Saint-Loup et la montagne d'Hortus vus depuis le Mas de Bouis en Saint-Martin-de-Londres.

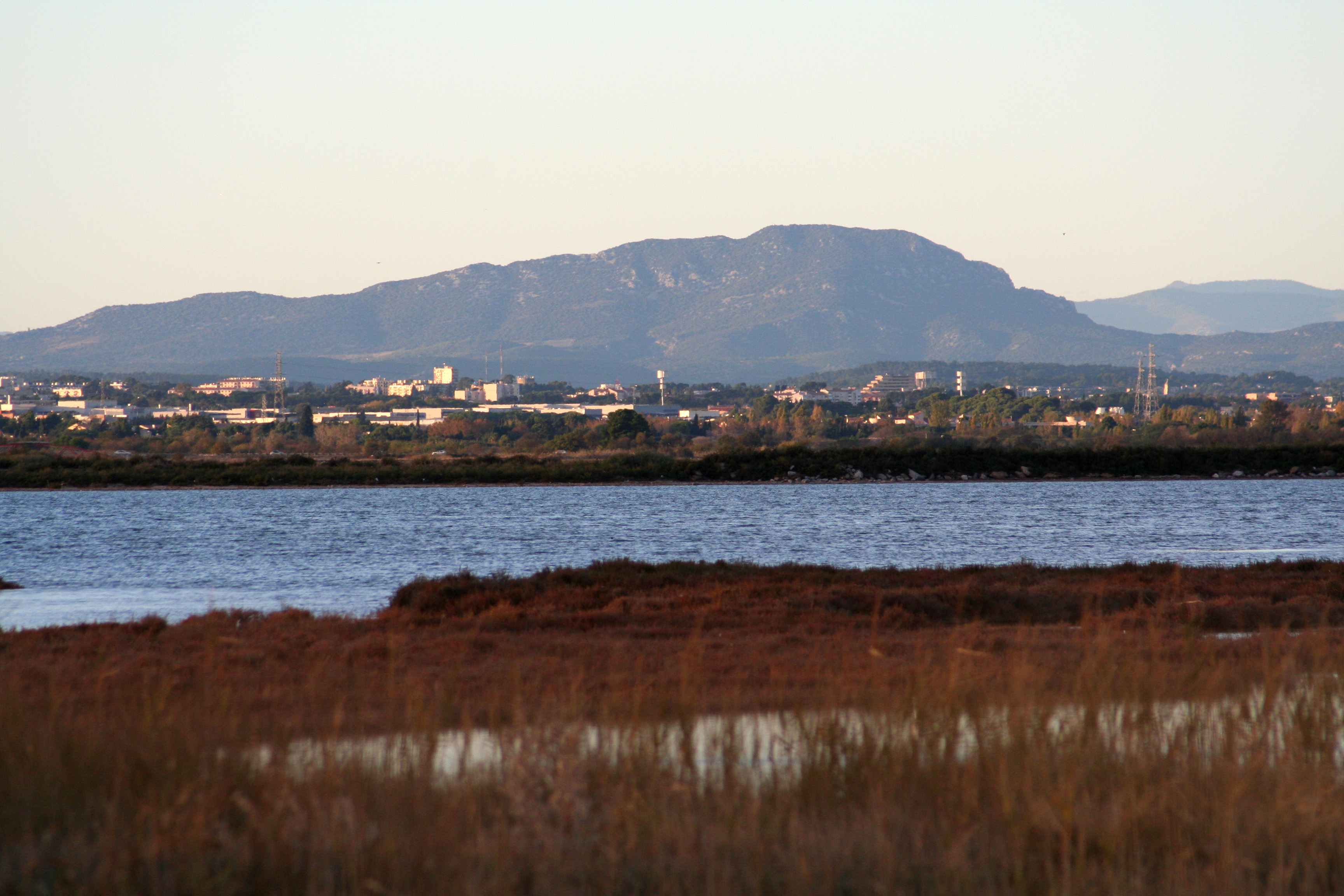
Le pic Saint-Loup vu depuis la côte (vue de Maguelone).

Le pic Saint-Loup s'étire sur 6 kilomètres entre les villages de Cazevieille et de Saint-Mathieu-de-Tréviers, dans le département de l'Hérault. Il se trouve sur les communes de Cazevieille, Mas-de-Londres, Saint-Jean-de-Cuculles, Saint-Mathieu-de-Tréviers et Valflaunès. Le sommet culmine à 658 m d'altitude et domine les alentours de Montpellier. Le pic Saint-Loup est visible depuis la mer.

### Hydrographie
Les principaux ruisseaux qui tirent leur source du pic Saint-Loup sont le Terrieu qui naît du col de Fambetou, le Patus qui traverse le plateau du Mas de Londres et le Yorgues qui naît dans la combe de Mortiès. Au nord du massif, on trouve une retenue artificielle, le lac de la Jasse.

### Géologie
Constitué de calcaire du Jurassique, le pic est un exemple rare dans le Massif central de relief plissé (anticlinal). Les strates de calcaire jurassique ont même basculé à la verticale sur le versant nord. Ce sommet fait partie d'un grand ensemble de reliefs calcaires plissés qui s'étendent des Pyrénées à la Provence et liés à la tectogenèse pyrénéenne. Son rattachement au Massif central peut donc être discuté selon certains auteurs. Il offre un spectacle saisissant avec son double miniature, la montagne de l'Hortus, située juste en face et qui est toutefois géologiquement bien différente et beaucoup plus classique dans la région (il s'agit d'un causse, donc un ensemble non plissé, qui se termine par une falaise de crétacé et non de jurassique).
La pierre du pic Saint-Loup s'est formée par l'accumulation de sédiments marins, qui au fil du temps, ont atteint une très grande épaisseur.
Températures et pressions ont modifié la nature des dépôts pour donner cette roche blanche que les mouvements des plaques tectoniques ont dressée vers le ciel. Certains endroits sont très riches en fossiles (ammonites pyriteuses prises dans des marnes bleues).

### Climat
Le pic est soumis au climat méditerranéen du Sud de la France. La trop faible hauteur de la montagne et sa situation à seulement 30 km des côtes méditerranéennes ne permettent pas un enneigement régulier l'hiver. Le mistral souffle souvent sur le pic et procure une bonne visibilité du site. Toutefois, sa position de « sentinelle avancée des Cévennes » influe sur les courbes de précipitations. Ainsi, au niveau de la montagne et de ses abords, il tombe en moyenne 1 000 à 1 200 mm/an.

### Flore et faune
La végétation de type méditerranéen qui s'accroche péniblement sur ses pentes abruptes, essentiellement composée de taillis de chênes verts, est brûlée l'été par le soleil, lessivée copieusement lors des violents orages d'automne et balayée par les vents violents et froids du nord en hiver. Son site est entouré de vignobles et de pinèdes.

### Panorama

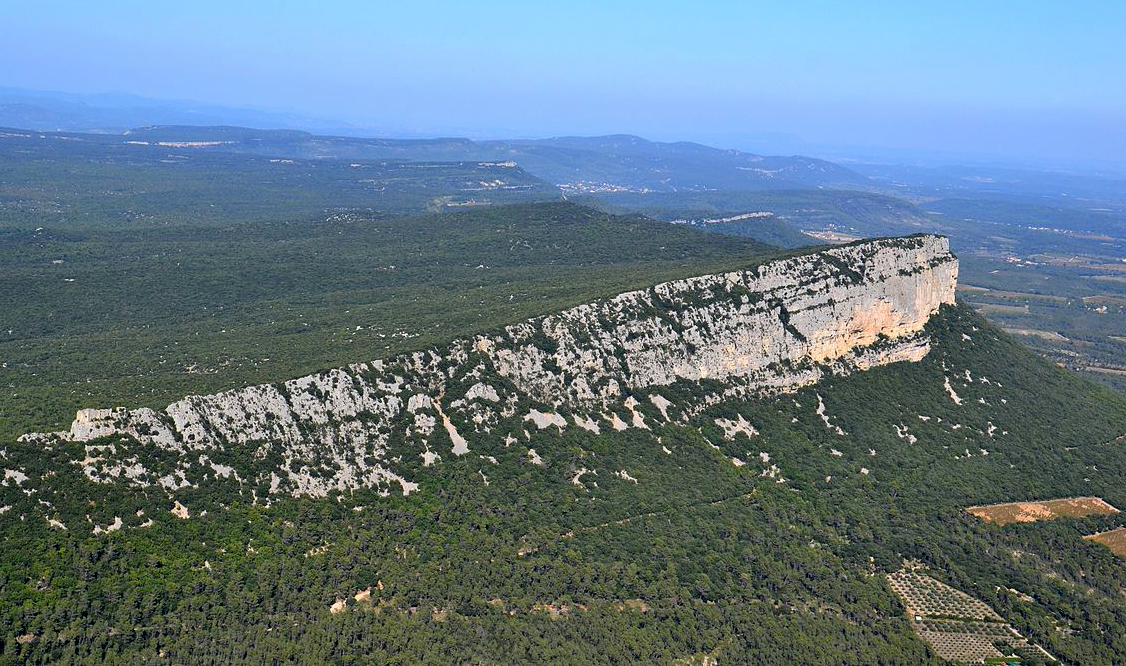
Vue de l'Hortus depuis le sommet du pic Saint-Loup.

Du sommet, la vue s'étend sur la haute falaise de l'Hortus en face et le château féodal de Vivioures, sur l'ancien étang et la plaine de Saint-Martin-de-Londres, laquelle abrite le centre de vol à voile, et plus loin vers les Cévennes et le mont Aigoual, ainsi que vers les grands causses bordés, notamment, par la montagne de la Séranne et le mont Saint-Baudille. Toute la plaine littorale, Montpellier et le golfe du Lion peuvent être détaillés facilement par temps clair, ainsi que le mont Ventoux. Par ailleurs, toujours par temps clair, le pic Saint-Loup et son voisin l'Hortus sont visibles de l'autre côté du Rhône, notamment depuis le massif du Luberon, la montagne Sainte-Victoire et en plaine au niveau de la Crau jusqu'à Miramas ou Salon-de-Provence.

## Monuments
Le château de Montferrand se dresse depuis 1108 sur la crête est du pic Saint-Loup, à l'emplacement d'un ancien castel romain. Il est accessible à pied grâce à un sentier qui grimpe à flanc de colline (45 minutes environ depuis le parking à Saint-Mathieu-de-Tréviers). Aujourd'hui en ruine, le château présente des vestiges de murs et de tours. Les caves voûtées sont accessibles et assez bien conservées. Les abords du château de Montferrand sont assez dangereux : le côté nord est une falaise vertigineuse et quelques trous béants donnent directement dans les citernes du château… 3 mètres plus bas.
Une grande croix de fer, un poste d'observation ainsi que la chapelle d'un ancien ermitage sont dressés sur sa crête acérée. La croix est vandalisée en mai 2020 et s'effondre au bord de la falaise. À l'endroit de l'entaille dans le pied de la croix, un balai est disposé et des inscriptions taguées laissent penser que l'action est revendiquée au nom de la laïcité et du « pouvoir des sorcières ». Une semaine après ce vandalisme, une croix provisoire en bois de quinze mètres de hauteur a été réalisée et hissée sur la base de l'ancienne par une dizaine de militants du parti Objectif France, présidé par Rafik Smati. La croix originelle a été hélitreuillée le 20 mai 2020 pour être réparée.

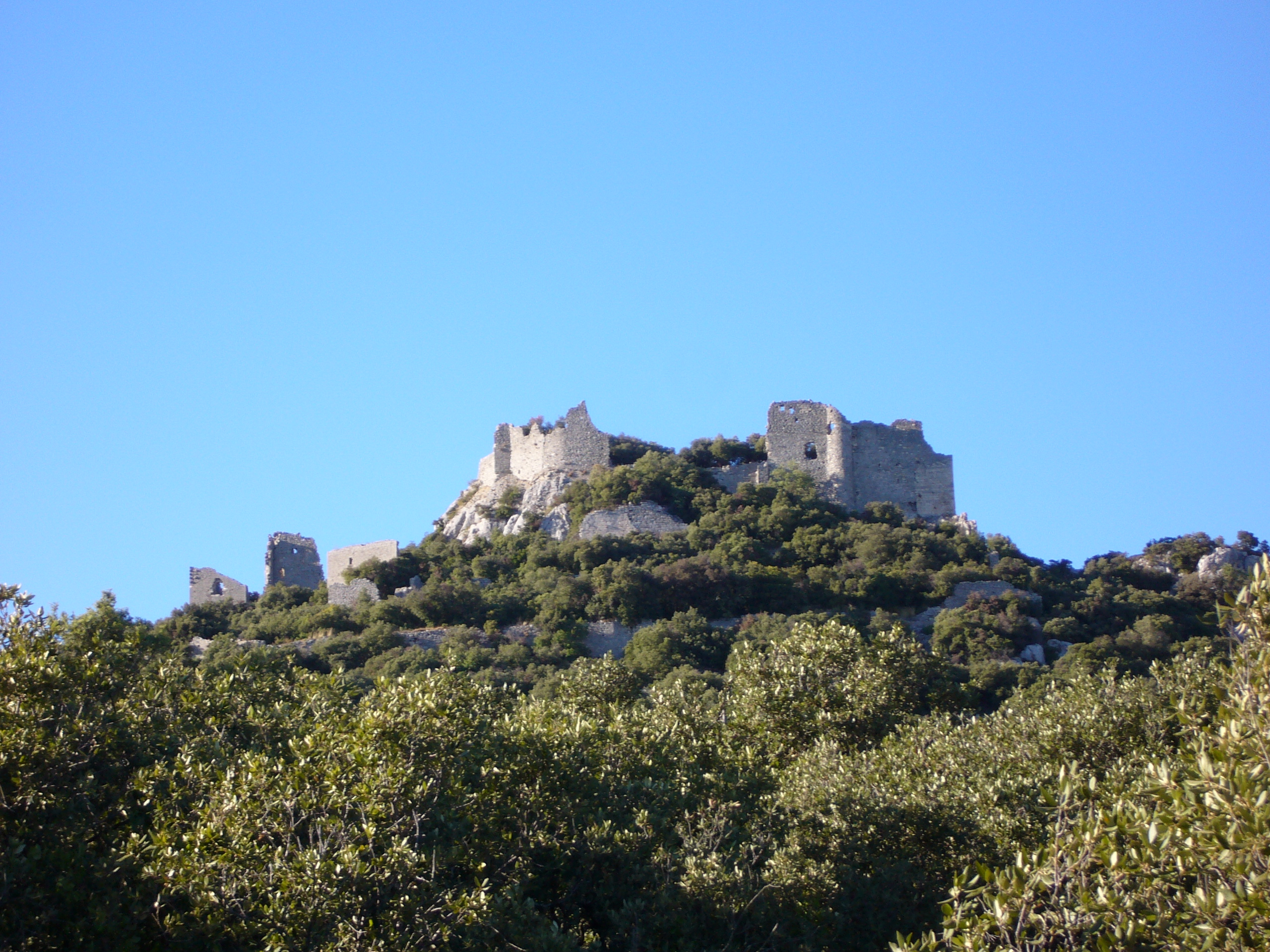
Château de Montferrand.
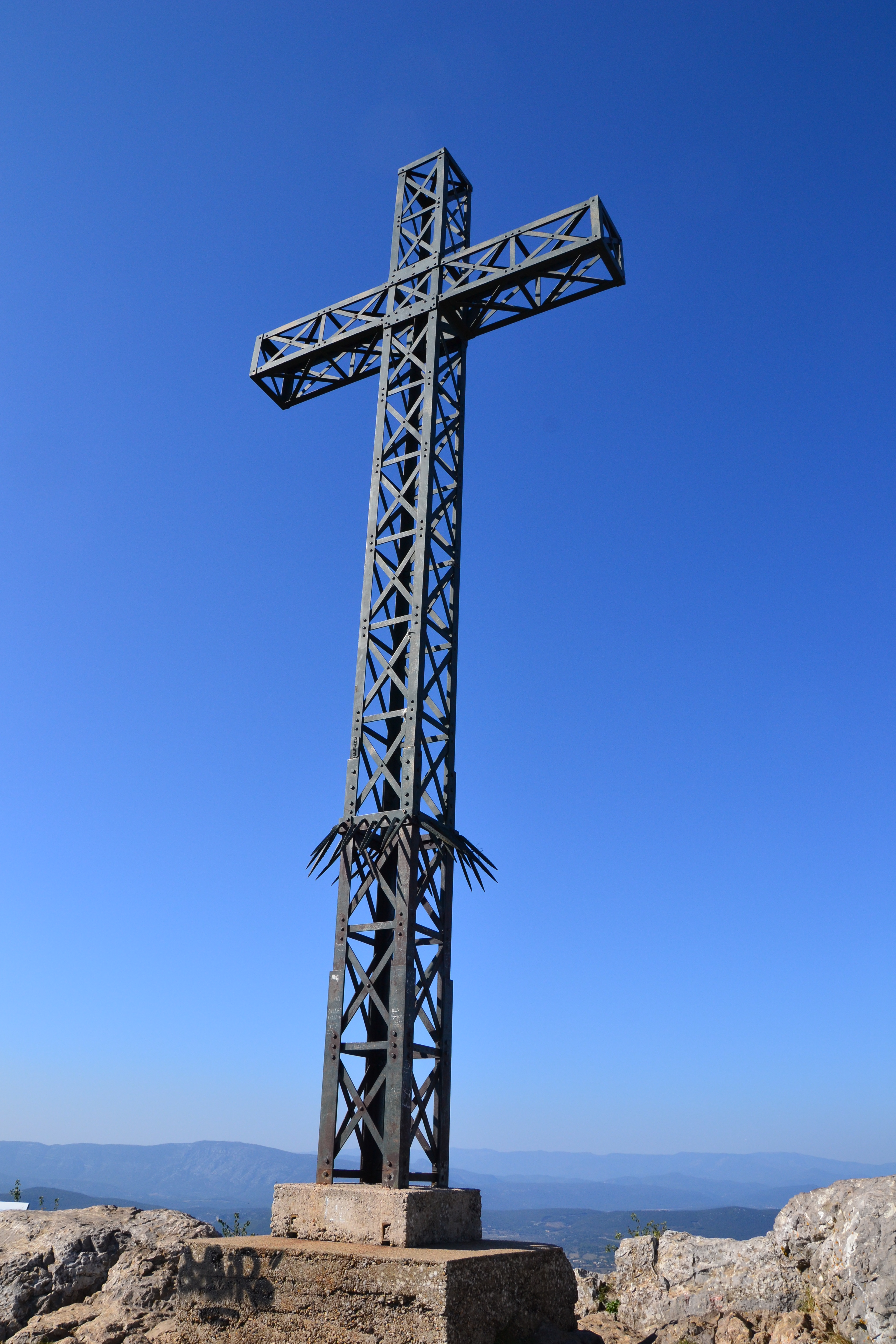
Croix au sommet du pic Saint-Loup.
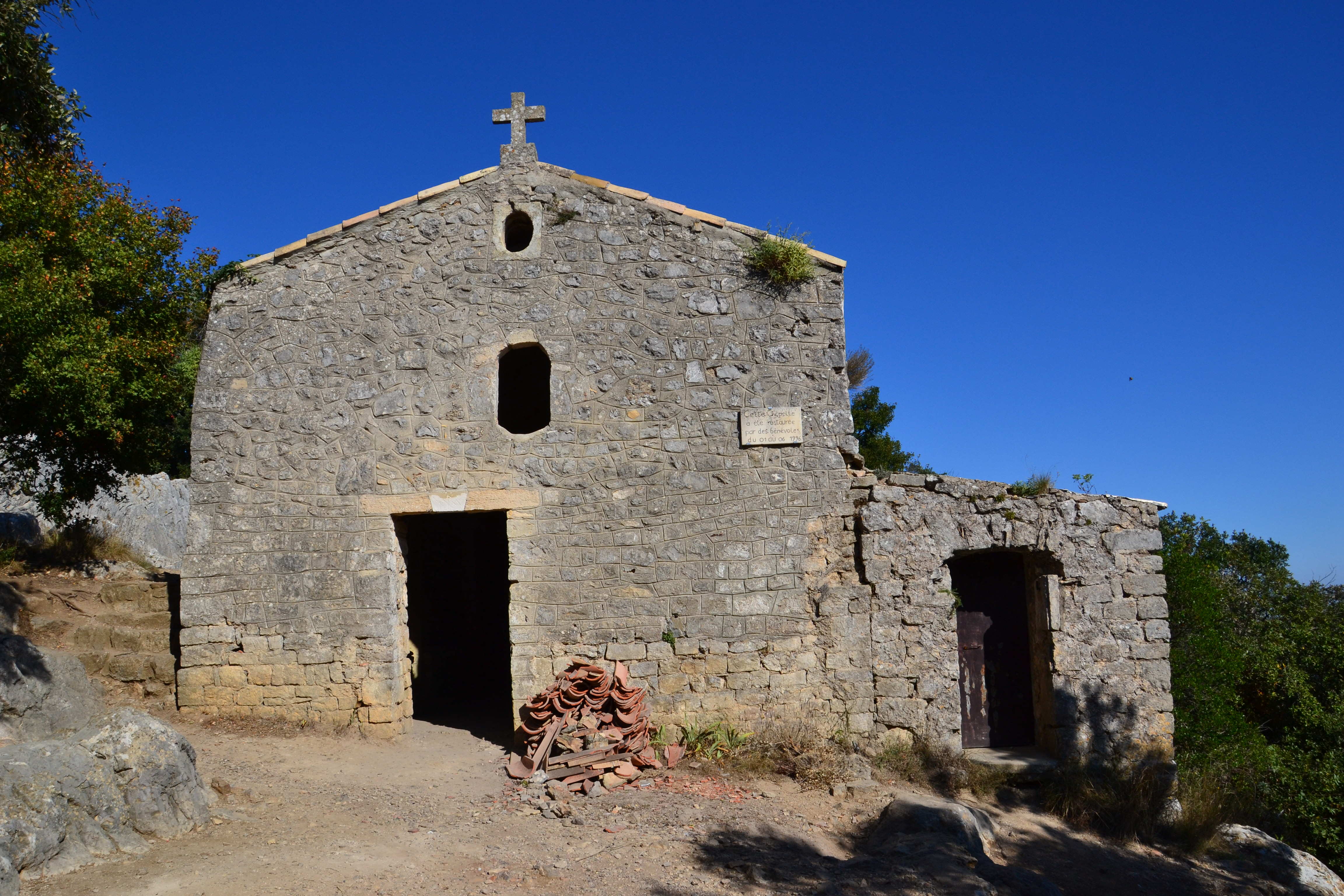
Chapelle au sommet du pic Saint-Loup.

## Activités

### Agriculture et productions
Les vins du pic Saint-Loup, qui bénéficient d'une AOC spécifique depuis septembre 2016, sont parmi les plus réputés du vignoble du Languedoc-Roussillon. Le terroir « Pic Saint-Loup » était auparavant sous l'appellation plus générale de « Coteaux du Languedoc ».

### Protection environnementale

#### Sites Natura 2000

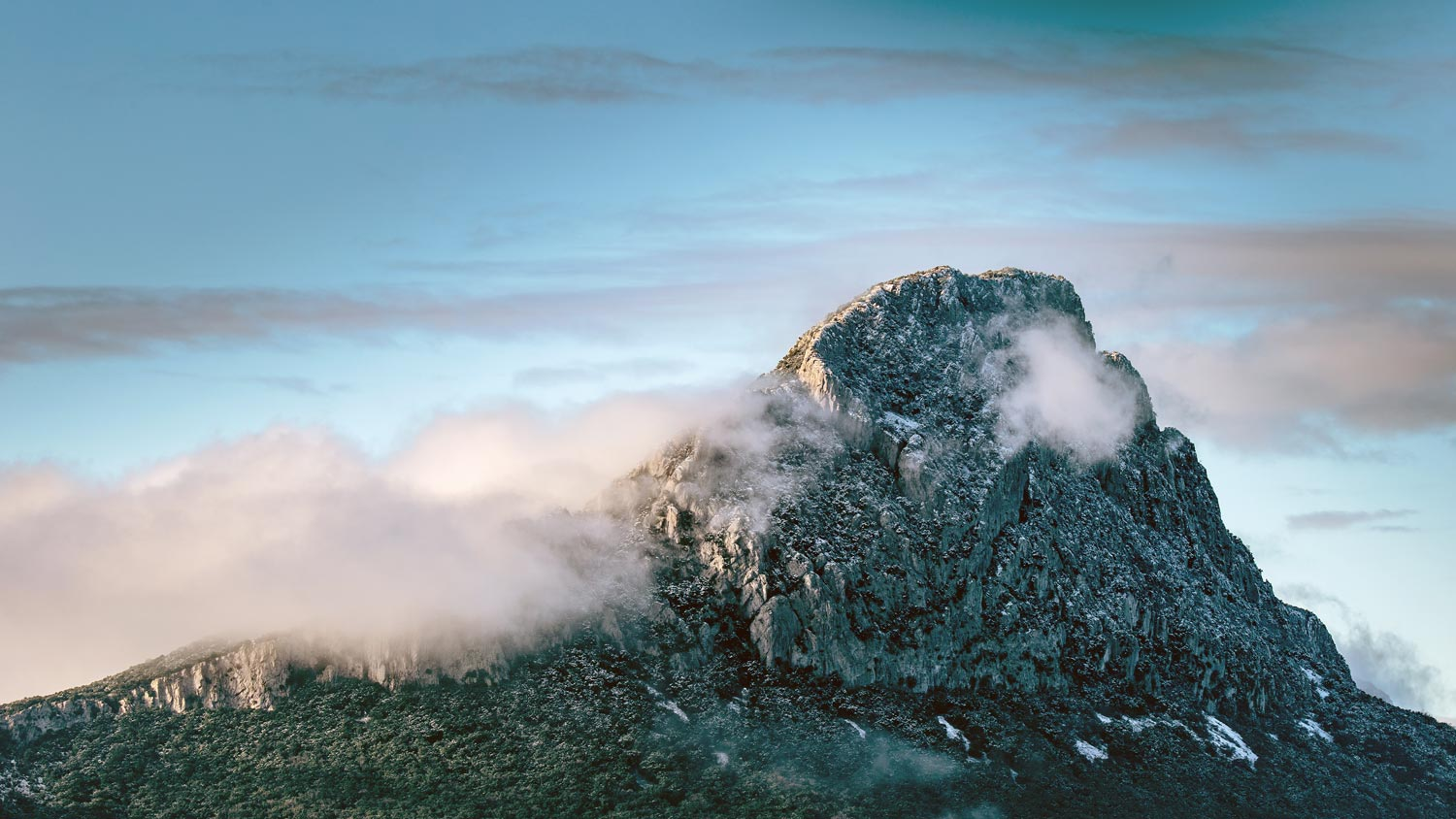
Vue en hiver.

Le pic Saint-Loup est concerné par le site d'importance communautaire FR9101389 « Pic Saint-Loup », proposé en février 2005 pour intégrer le Réseau Natura 2000 au titre de la directive habitat, faune, flore.
De plus, il fait partie de la zone de protection spéciale FR9112004 « Hautes Garrigues du Montpelliérain », proposée en octobre 2003 pour intégrer le Réseau Natura 2000 au titre de la directive Oiseaux. Les objectifs de préservation concernent les oiseaux et leurs habitats.
L'animation de ces deux sites Natura 2000 est assurée par la Communauté de communes du Grand Pic Saint-Loup.

### Tourisme

#### Sport
- Randonnée pédestre : ascension du pic par le versant sud, au départ de Cazevieille. Balisage jaune « petite randonnée ». 6 km A/R / 2 h / niveau « moyen » et les tours dans le Grand Pic Saint-Loup.
- Vol à voile au-dessus du sommet depuis le terrain de vol à voile du pic Saint-Loup situé au Mas-de-Londres. La face nord, très abrupte, fait le bonheur des pilotes de planeurs qui profitent de vents ascendants.
- Escalade, sur le versant nord, avec un secteur de voies sportives de haut niveau et un secteur de terrain d'aventure[8].

## Culture
Le nom du pic Saint-Loup a donné naissance à une légende d'amour médiévale. Trois frères, Loup, Guiral et Clair, tous amoureux de la belle Bertrade, partirent en croisade sans savoir lequel d'entre eux elle choisirait comme époux. Au retour de Terre sainte, la bien-aimée avait trépassé. Désespérés, ils décidèrent de vivre en ermites au sommet de trois pitons voisins. Celui sur lequel vivait Guiral devint le mont Saint-Guiral. Il est situé près du mont Aigoual et son dôme granitique culmine à 1 366 mètres. Celui sur lequel vivait Clair fut nommé le mont Saint-Clair (175 mètres, c'est à ses pieds qu'est bâtie la ville de Sète). Installé sur le pic auquel il donnera son nom, Thieri Loup mourut le dernier. Comme ses deux frères, il avait allumé tous les 19 mars de sa vie un feu en la mémoire de sa bien aimée.

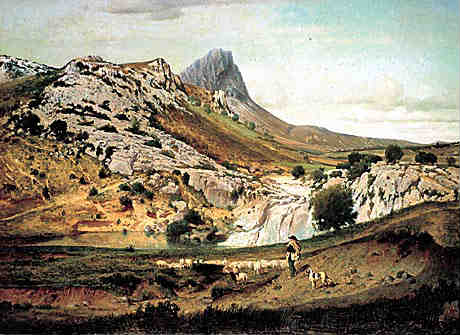
Les Garrigues du Pic Saint-Loup, Eugène Castenau, 1859, huile sur toile (Musée Fabre, Montpellier).

Le pic Saint-Loup a été peint par de nombreux peintres parmi lesquels Eugène Castelnau et Vincent Bioulès.
Le pic Saint-Loup apparaît dans un film intitulé 36 vues du pic Saint-Loup qui est sorti le 9 septembre 2009. Réalisé par Jacques Rivette, cette comédie franco-italienne a été tournée à la fin de l'été 2008 en Italie et dans les environs de la montagne. Le film suit l'histoire d'un cirque après la mort de son propriétaire et fondateur.
Pic Saint-Loup est aussi le nom du personnage de Gérard Jugnot dans son film Rose et Noir sorti le 14 octobre 2009.
En 2009, l'humoriste Rémi Gaillard y a organisé une fausse arrivée d'une étape du Tour de France. Des cyclistes amateurs y étaient accueillis en vainqueurs par une foule de spectateurs en délire.